# Kwame Kilpatrick

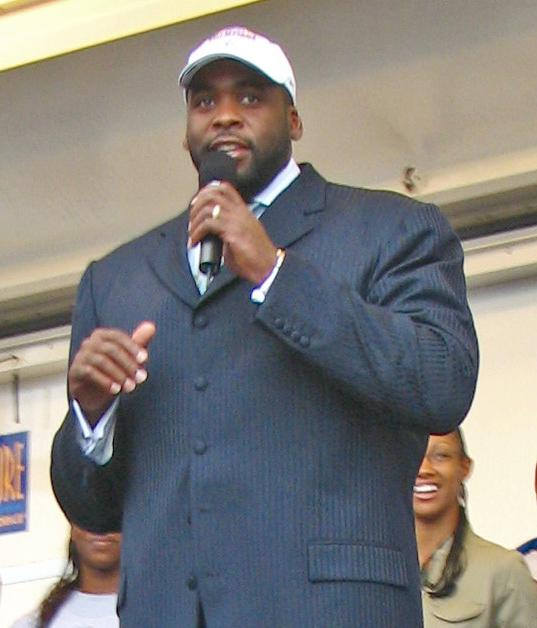
Kwame Kilpatrick

Kwame M. Kilpatrick (* 8. Juni 1970 in Detroit, Michigan) ist ein ehemaliger US-amerikanischer Politiker der Demokratischen Partei. Von 2002 bis zu seinem Rücktritt im September 2008 war er der Bürgermeister von Detroit. Seinen Rücktritt hatte er aufgrund der Verurteilung in einem Prozess wegen Korruption und eines Sexskandals erklärt.

## Leben
Kilpatrick besuchte die Pelham Mittelschule und danach die Cass Technical High School. Er machte seinen Bachelorabschluss in Politikwissenschaften an der Florida A&M University, wo er außerdem Kapitän der Footballmannschaft war. 1999 erwarb er einen Juris Doctor am Detroit College of Law (dem jetzigen Michigan State University College of Law). Er war ab 2002 Bürgermeister von Detroit. Seine Mutter Carolyn Cheeks Kilpatrick vertrat von 1997 bis 2011 den 13. Distrikt von Michigan im Repräsentantenhaus der Vereinigten Staaten.

## Verurteilungen und Haft
Ab März 2008 stand Kilpatrick im Mittelpunkt eines Sex-, Meineids- und Korruptionsskandals. Nachdem sich Kilpatrick Anfang September 2008 nach einem Deal mit der Staatsanwaltschaft in zwei von acht Anklagepunkten für schuldig bekannte, wurde er zu einer Haftstrafe von vier Monaten sowie der Zahlung von einer Million Dollar an die Stadt Detroit verurteilt. Zudem trat er von seinem Amt als Bürgermeister der Stadt zurück. Außerdem verlor er neben seiner Rechtsanwaltslizenz sämtliche Pensionsansprüche der Stadt Detroit und es wurde ihm für fünf Jahre (bis September 2013) verboten, sich für ein öffentliches Amt zu bewerben. Kwame Kilpatrick verbüßte seine Haftstrafe seit dem 28. Oktober 2008 im Wayne County Jail.
Am 13. März 2013 wurde Kilpatrick wegen 24 Betrugsdelikten im Zusammenhang mit Racketeering, einem Sonderfall von organisierter Kriminalität, schuldig gesprochen und am 10. Oktober 2013 zu 28 Jahren Haft verurteilt. Eine Entlassung wegen guter Führung wäre frühestens am 1. August 2037 möglich gewesen.
Kilpatrick war im Bundesgefängnis in El Reno in Oklahoma inhaftiert.
Am 20. Januar 2021 wurde Kilpatrick durch den damaligen Präsidenten Donald Trump begnadigt.